# Carlo Alberto Gerbaix de Sonnaz
Carlo Alberto Gerbaix de Sonnaz, Conte di Sonnaz, Barone di Aranthon, Signore di Habères, St. Romain e Vernaz (* 10. Januar 1839 in Nizza; † 16. April 1920 in Rom) war ein Diplomat und Politiker im Königreich Italien, der unter anderem zwischen 1893 und 1896 Gesandter im Königreich der Niederlande, von 1896 bis 1903 Gesandter im Königreich Portugal sowie zwischen 1903 und 1904 Gesandter im Königreich Belgien war. Er war zudem von 1904 bis zu seinem Tode 1920 Mitglied des Senats (Senato del Regno).

## Leben

### Studium, Eintritt und Verwendungen im diplomatischen Dienst

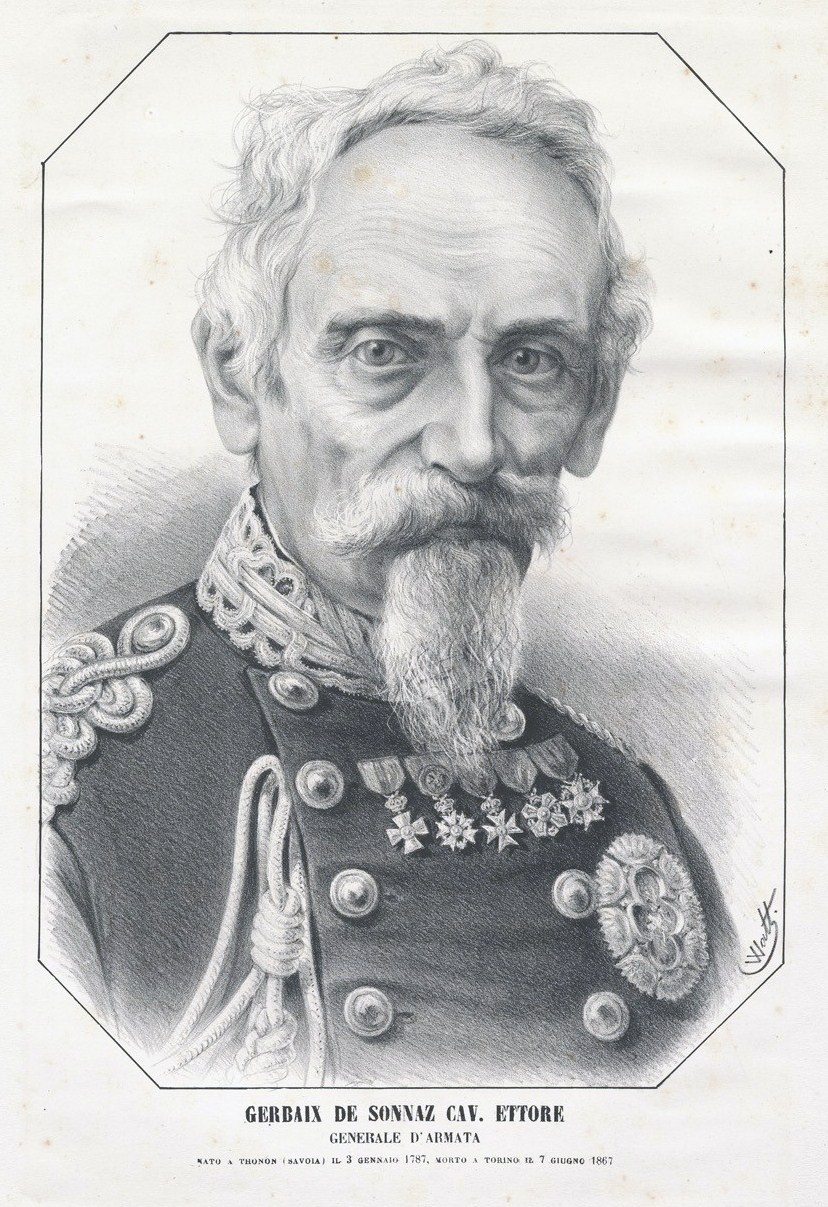
Ettore Gerbaix de Sonnaz, der Vater von Carlo Alberto Gerbaix de Sonnaz, war zwischen 1848 und 1867 ebenfalls Senator sowie von 1848 bis 1849 Kriegs- und Marineminister im Königreich Sardinien.

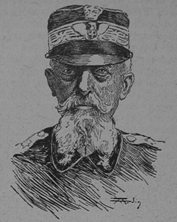
Giuseppe Gerbaix de Sonnaz, der ältere Bruder von Carlo Alberto Gerbaix de Sonnaz, war ebenfalls Generalleutnant sowie von 1884 bis 1905 auch Senator.

Carlo Alberto Gerbaix de Sonnaz war einer von drei Söhnen des späteren Generalleutnants Ettore Gerbaix de Sonnaz (1787–1867), der zwischen 1848 und 1867 ebenfalls Senator sowie von 1849 bis 1849 Kriegs- und Marineminister im Königreich Sardinien war, und Maria Teresa Gallone. Sein älterer Bruder Giuseppe Gerbaix de Sonnaz (1828–1905) war ebenfalls Generalleutnant sowie von 1884 bis 1905 auch Senator. Er selbst absolvierte ein Studium der Rechtswissenschaften an der Universität Turin, welches er mit einem Laurea in giurisprudenza beendete.
Er trat am 12. November 1859 in den diplomatischen Dienst des Außenministeriums des Königreichs Sardinien ein. Nach Ausrufung des Königreichs Italien am 17. März 1861 wurde er in den diplomatischen Dienst des nunmehrigen Außenministeriums (Ministero degli affari esteri) übernommen und nach seiner gleichzeitigen Ernennung zum Attaché am 25. November 1861 an die Gesandtschaft im Königreich Belgien versetzt. Am 28. August 1864 wechselte er an die Gesandtschaft im Königreich Dänemark und wurde dort am 9. November 1864 zum Legationssekretär Zweiter Klasse befördert. Daraufhin wurde er am 1. November 1867 an die Gesandtschaft im Königreich Württemberg mit Dienstsitz in Stuttgart versetzt sowie am 14. Dezember 1867 an die Gesandtschaft im Königreich Bayern mit Amtssitz in München. Danach war er zwischen dem 10. Januar 1868 und dem 2. November 1869 abermals an der Gesandtschaft im Königreich Württemberg tätig, wo er am 11. April 1869 zum Legationssekretär Erster Klasse befördert wurde.
Gerbaix de Sonnaz wurde am 2. November 1869 erneut an die Gesandtschaft im Königreich Belgien versetzt. Nach einer kurzzeitigen Verwendung vom 28. Oktober 1877 bis zum 15. Januar 1878 an der Gesandtschaft im Königreich der Niederlande, kehrte er am 15. Januar 1878 abermals an die Gesandtschaft im Königreich Belgien zurück. Dort wurde er für seine Verdienste am 23. Januar 1878 Ordenskunde des Ordens der Heiligen Mauritius und Lazarus sowie am 25. Dezember 1880 als Consigliere di legazione zum Legationsrat befördert.

### Generalkonsul in Sofia, Gesandter in den Niederlanden, Portugal und Belgien sowie Senator
Am 24. Januar 1884 wurde Carlo Alberto Gerbaix de Sonnaz als Nachfolger von Renato De Martino zum Agenten und Generalkonsul im Fürstentum Bulgarien mit Sitz in Sofia ernannt und verblieb dort mehr als neun Jahre lang bis zu seiner Ablösung durch Alessandro Riva am 29. Juni 1893. Während seiner dortigen Amtszeit musste Fürst Alexander I. am 26. August 1886 abdanken und im folgenden Jahr wurde Ferdinand von Sachsen-Coburg am 7. Juli 1887 als Fürst Ferdinand I. auf den Thron des Fürstentums Bulgarien berufen. Ihm selbst wurden durch Ministerialdekret vom 7. Dezember 1886 die Adelstitel als Conte di Sonnaz, Barone di Aranthon, Signore di Habères, St. Romain e Vernaz, zuerkannt. Am 27. Dezember 1886 wurde er zwar als Gesandter im Königreich Schweden vorgesehen und erhielt am 29. Januar 1888 auch seine Beförderung als Inviato straordinario di II classe zum Gesandten Zweiter Klasse. Allerdings wurde die Berufung nach Stockholm nicht umgesetzt und schließlich am 5. Februar 1888 auch formell widerrufen, so dass er weiterhin in Sofia verblieb.
Nach Beendigung seiner diplomatischen Tätigkeit im Fürstentum Bulgarien übernahm er am 29. Juni 1893 den Posten als außerordentlicher Gesandter und bevollmächtigter Minister im Königreich der Niederlande und verblieb dort bis zum 30. Oktober 1896. Daraufhin löste er am 30. Oktober 1896 Federico Costanzo Spinola als Gesandter im Königreich Portugal ab und verblieb dort bis zum 2. Juli 1903, woraufhin Alessandro Guasco Di Bisio am 17. Juli 1903 seine dortige Nachfolge antrat. Während seiner Amtszeit in Lissabon wurde er am 18. November 1896 als Inviato straordinario di I classe zum Gesandten Erster Klasse befördert und 1898 zudem Mitglied der Geographischen Gesellschaft, der Società Geografica Italiana. Zudem wurde er am 2. Juni 1901 Großoffizier des Ordens der Heiligen Mauritius und Lazarus. Zuletzt wurde er am 2. Juli 1903 als Nachfolger von Romeo Cantagalli noch zum Gesandten im Königreich Belgien ernannt. Er übte dieses Amt bis zu seinem Ausscheiden aus dem diplomatischen Dienst am 21. Januar 1904 aus und wurde daraufhin von Lelio Bonin Longare abgelöst. Für seine langjährigen Verdienste erhielt er am 3. März 1904 auch das Großkreuz des Ordens der Heiligen Mauritius und Lazarus. Im Laufe seiner 45-jährigen diplomatischen Laufbahn wurde er ferner Ritter, Offizier und zuletzt Kommandeur des Ordens der Krone von Italien.
Am 4. März 1904 wurde er ferner zum Mitglied des Senats (Senato del Regno) ernannt und gehörte diesem vom 23. März 1904 bis zu seinem Tode am 16. April 1920 an. Er war mit Leonia De Canchaux verheiratet.

## Veröffentlichungen
- Deux Mémoires sur le projet d’union de la Savoie au Corps helvétique (1792–1796), 1913.
- Studi storici sul Contado di Savoia e Marchesato in Italia. 1884–1902, Turin, Roux e Viarengo Editorici.